# Киселёва, Светлана Владимировна
Светла́на Влади́мировна Киселе́ва (род. 15 марта 1963) — российский лингвист, доктор филологических наук, профессор.

## Образование
Окончила ГГПИИЯ им. Н. А. Добролюбова, квалификация «Преподаватель английского языка» по специальности «Английский язык».
В 2008 году защитила диссертацию на соискание ученой степени доктора филологических наук в РГПУ им. А. И. Герцена, тема: «Предикаты партитивной семантики со значением становления и исчезновения партитивных отношений в современном английском языке» (научным руководитель и научным консультантом диссертаций являлся  д.ф.н., профессор М. В. Никитин).

## Научная деятельность
Автор более 160 научных и научно-методических публикаций на русском и английском языках, посвященных истории английского языка, лексикология, теоретической грамматике, когнитивной лингвистике (в том числе когнитивной семантике, когнитивному терминоведению).
Под научным руководством ученого защищаются диссертации на соискание ученых степеней кандидата и доктора наук.

## Преподавательская работа
С 2008 года работает в СПбГЭУ (ранее, до 2013 г., — СПБГУЭФ): по 2010 год — доцент кафедры английского языка и перевода, а с 2012 года — переведена на должность профессора кафедры теории языка и переводоведения
С 2020 года ‑ профессор кафедры теории и практики английского языка и перевода.

## Членство в организациях
- член Российской ассоциации лингвистов-когнитологов[3].
- член ассоциации преподавателей английского языка SPELTA.

## Основные научные труды
- С. В. Киселева, Т. С. Росянова. Английская терминология маркентинга: становление, состав и когнитивно-семантические свойства: Монография — СПб.: Изд-во СПбГЭУ, 2017.
- С. В. Киселёва, С. А. Панкратова. И снова о метафоре: Когнитивно-семантический анализ: Монография. — СПб. : Астерион, 2013.
- С. В. Киселёва. Сущность многозначного слова в английском языке: Монография. — СПб.: Астерион, 2009. — 216 с.
- С. В. Киселёва. Многозначность предикатов со значением становления и исчезновения партитивных отношений с позиций когнитивной семантики: Монография. — СПб.: Изд-во «Золотое сечение», 2006.
- Kiseleva S.V., Trofimova N.A., Metaphor as a device for understanding cognitive concepts // Revista de Leguas para Fines Especificos. — № 23 (2). 2017.